# Pic Russell
De Pic Russell is een 3205 meter hoge berg in de Aragonese Pyreneeën in Spanje. De bergtop ligt in het westen van het Maladetamassief.

## Geschiedenis
De eerste beklimming van de top werd uitgevoerd in 1865 door de pyreneist Henry Russell. De berg werd ook naar hem genoemd.